# Túmuls funeraris de Dilmun

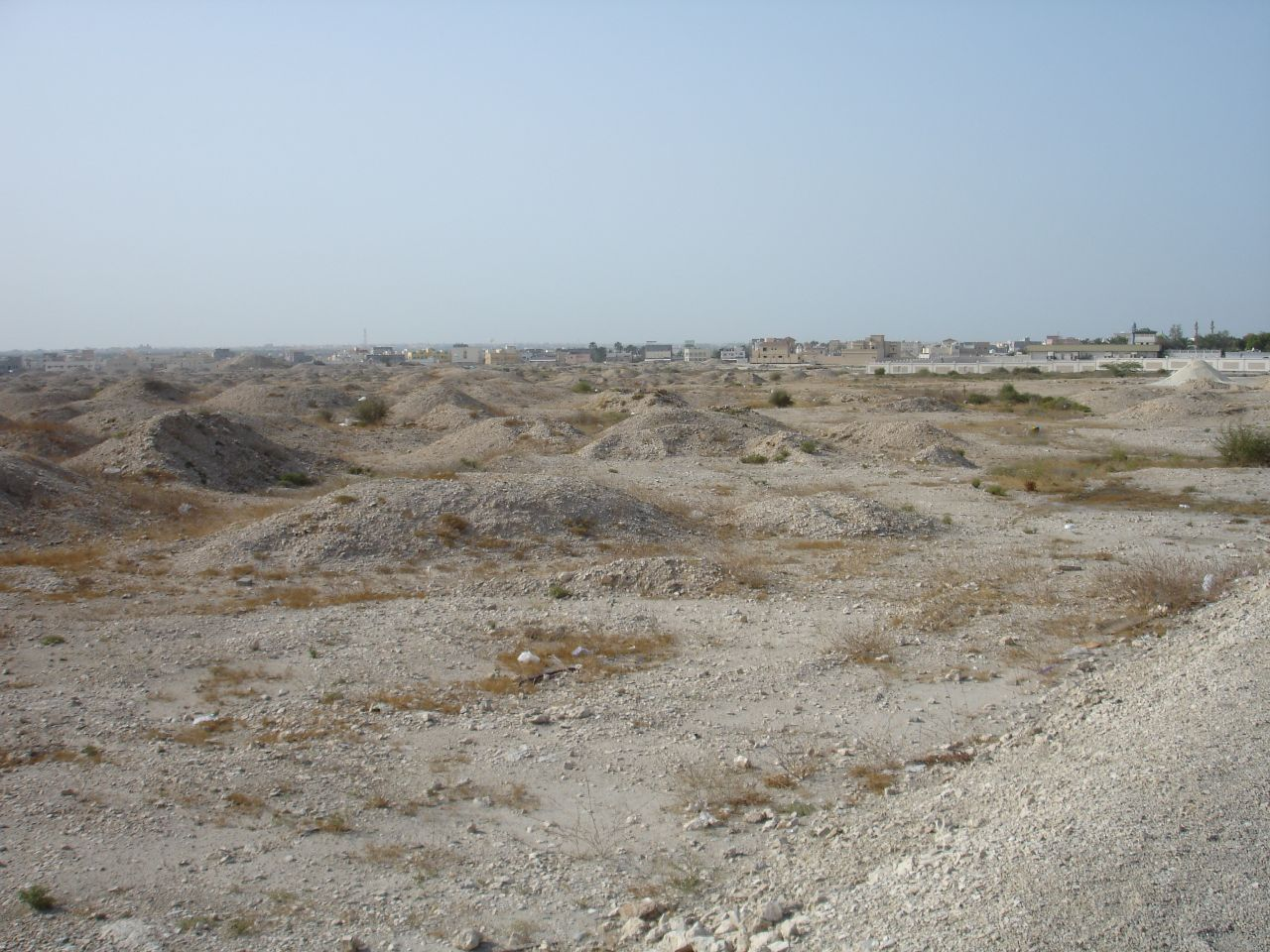
Túmuls funeraris a A'ali

Els túmuls funeraris de Dilmun (àrab: مدافن دلمون, madāfin Dilmūn) són Patrimoni de la Humanitat de la UNESCO i comprenen unes necròpolis a l'illa principal de Bahrain que es remunten a les cultures de Dilmun i d'Umm al-Nar.
Bahrain ha estat conegut des d'antic com una illa amb una gran quantitat de túmuls; es deia que una quantitat tant gran de quilòmetres quadrats de túmuls la convertien en un dels cementeris més grans del món antic. Les necròpolis es concentren al nord de l'illa, en dures àrees pedregoses lleument per sobre dels sòls conreats; el sud de l'illa és més aviat arenós i desèrtic. Alguns estudis han demostrat que els si fa no fa 350.000 monticles de tombes antigues els podrien haver aixecat únicament la població autòctona durant milers d'anys. Les tombes no són totes de la mateixa època, ni del mateix estil, i poden variar prou de grandària en diferents zones del monticle. La recerca, sota els auspicis del Museu Nacional de Bahrain i la Societat Històrica i Arqueològica de Bahrain, encara continua, per a concretar una línia de temps per a totes aquestes variacions, i per a considerar les implicacions per a la societat o les societats que les produïren.

## Excavacions
Entre el diumenge 10 i el dimarts 19 de febrer del 1889, alguns dels túmuls foren excavats per l'explorador britànic J. Theodore Bent i la seua esposa Mabel Bent. Segons el diari de Mabel Bent van trobar «...trossos de vori, carbó, clova d'ou d'estruç...». Aquestes troballes anaren a parar al Museu Britànic de Londres. Theodore Bent publicà els seus resultats en dos articles, i un relat més extens en el seu llibre Southern Aràbia (1900).
En la dècada dels 1950, un grup danés estava excavant a Qal'at al-Bahrain, la capital de l'edat del bronze, quan van obrir alguns túmuls i hi trobaren objectes que dataven del 1900 abans de la nostra era, tots de la mateixa cultura. Altres científics hi excavaren més túmuls per proporcionar una vista global de la construcció i el contingut d'aquestes tombes.

### Cambres (túmuls)
Cada túmul té una cambra central de pedra tancada per una paret circular baixa i coberta de terra i grava. La grandària dels monticles varia, la majoria, però, fa 4,5 per 9 m de diàmetre i són d'1-2 m d'alçada. Els monticles més petits solen ser només d'una cambra. Les cambres solen ser rectangulars amb una o dues alcoves a l'extrem nord-est. De tant en tant hi ha un parell de nínxols al mig de les cambres més grans.
Algunes poques cambres contenen diverses persones i les cambres secundàries sovint no en contenen cap. Els difunts s'hi solien col·locar amb el cap a l'extrem de l'alcova de la cambra, ficats al llit damunt el costat dret. Els cossos anaven acompanyats d'algunes peces de ceràmica i ocasionalment de segells de petxina o de pedra, cistelles tancades amb asfalt, objectes de vori, àmfores de pedra i armes de coure. Els esquelets són representatius de tots dos sexes, amb una esperança de vida d'uns 40 anys. Els nadons se solien soterrar dins i fora de la paret de l'anell. El nombre mitjà de fills per família era de 1,6 persones.

### Controvèrsies sobre la conservació
Els intents de protegir els túmuls funeraris Patrimoni de la Humanitat han xocat amb l'oposició dels fonamentalistes religiosos que els consideren antiislàmics i han demanat que se'ls òmpliga de formigó per a construir-hi cases a sobre. En un debat parlamentari del 17 de juliol de 2005, el dirigent del partit salafista al-Asalah, Sheikh Adel Mouwda, digué: «L'habitatge per als vius és millor que les tombes per als morts. Hem d'estar orgullosos de les nostres arrels islàmiques i no d'una civilització antiga d'un altre lloc i època, que només ens ha donat un flascó ací i un os allà».

Mapa amb la ubicació dels antics túmuls funeraris